# Ибарра-де-Вилальонга, Рафаэль
Рафаэль де Медина-и-Вилальонга (исп. Rafael Medina y Vilallonga; 1905, Бильбао — 28 июля 1992, Севилья) — испанский политик и юрист, герцог Алькала-де-лос-Гасулес (по праву жены) и позднее герцог Мединасели (по праву жены), член испанской фаланги. Во время диктатуры Франсиско Франко был мэром Севильи в период 1943—1947 и депутатом кортесов (1943—1946, 1946—1947, 1958—1961, 1961—1964).

## Биография
Во время Гражданской войны в Испании Рафаэль сражался на стороне повстанцев в так называемой «Гражданской гвардии» под командованием командира Альфредо Эркисия Аранды, подразделения, специализирующегося на подавлении повстанцев, которое сеяло ужас в городах Уэльва и Севилья в начале годы Гражданской войны. Он был соратником внушающего страх Рамона де Каррансы в репрессиях против городов Эль-Альхарафе в провинции Севилья. После активного участия в восстании Франко, стал частью колонны террора, входящей в состав так называемой Конной полиции. Эта военизированная группа направилась в Уэльву из Севильи для выполнения задач по «зачистке» юго-западных городов с августа 1936 по март 1937 года, когда колонна перешла к Фаланге.
В период его руководства в мэрии Севильи городской совет находился в неустойчивой экономической ситуации с удушающей задолженностью, которая в октябре 1943 года достигла 150 миллионов песет, и многочисленными проблемами, включая нехватку воды и нехватку жилья, которые вызвали появление разные пригороды полны некачественного жилья и лачуг. Из-за разлива Гвадалквивира в марте 1947 года город пострадал от одного из самых сильных наводнений в своей истории, при этом, по оценкам, число пострадавших превысило 10 000. За время своего пребывания в должности он открыл новый храм Братства Эль Щенка (Севилья) и спонсировал название Севильи «Марианским городом» (1946 г.), включив это прилагательное в название города. Он также был судьей в кортесах во время режима Франко от имени местной администрации в период 1943—1946 годов.

## Семья
Сын Луиса де Медина-и-Гарвея (ок. 1875—1952), сына 3-го маркиза Эскивеля, и Амелии де Вилальонга-и-Ибарра (1873—1953), дочери блаженной Рафаэлы Ибарра де Вилальонга и сестра графа Вилальонги.
Он женился в Севилье 12 января 1938 года на аристократке Виктории Эухении Фернандес де Кордова (16 апреля 1917 — 18 августа 2013), дочери Луиса Фернандеса де Кордова-и-Салаберта, которого она сменила на посту главы дома Мединасели с титулом 18-й герцогиня Мединасели. Он был отцом четверых детей:
- Анна де Медина-и-Фернандес де Кордова, 12-я маркиза Наваэрмоса (2 мая 1940, Севилья — 7 марта 2012, Мадрид)[6], вышла замуж в первом браке в 1961 году с принцем Максимилианом фон Гогенлоэ-Лангенбургом (1931—1994). Развелась в 1982 году, она вышла замуж за Хайме де Урсаиса и Фернандеса дель Кастильо (1929—2003) во второй раз в 1985 году. У неё было трое детей от первого брака.
- Луис де Медина-и-Фернандес де Кордова, 9-й герцог Сантистебан-дель-Пуэрто, гранд Испании (4 июня 1941, Севилья — 9 февраля 2011, Севилья), женился в 1969 году на Мерседес Конради и Рамирес (р. 1955), от брака с которой у него двое детей.
- Рафаэль де Медина-и-Фернандес де Кордова, 19-й герцог Ферия, гранд Испании (10 августа 1942, Севилья — 5 августа 2001), женился в 1977 году на Нативидад Абаскаль-и-Ромеро-Торо (р. 1943), от брака с которой у него двое детей.
- Игнасио Медина-и-Фернандес де Кордова, 20-й герцог Сегорбе, гранд Испании (р. 23 февраля 1947, Севилья), В 1976 году первым браком женился на Марии де лас Мерседес Майер де Альенде, с которой развелся в том же году. Вторым браком в 1985 году женился на принцессе Марии де ла Глория Орлеан-Браганса (р. 1946), от брака с которой у него двое детей.